# Žemliare
Žemliare este o comună slovacă, aflată în districtul Levice din regiunea Nitra. Localitatea se află la altitudinea de 150 m deasupra n.m., se întinde pe o suprafață de 4,43 km2 și în 2017 număra 154 de locuitori.

## Istoric
Localitatea Žemliare este atestată documentar din 1075.

## Demografie
| An:                | 1994 | 2004    | 2014   | 2024   |
| ------------------ | ---- | ------- | ------ | ------ |
| Număr de persoane: | 180  | 157     | 161    | 153    |
| Diferență:         |      | −12,77% | +2,54% | −4,96% |

| An:                | 2023 | 2024   |
| ------------------ | ---- | ------ |
| Număr de persoane: | 152  | 153    |
| Diferență:         |      | +0,65% |